# 표준 중력 변수
천체역학에서, 천체의 표준 중력 변수(standard gravitational parameter) μ는 천체의 중력 상수 {\displaystyle G}와 질량 {\displaystyle M}의 곱으로 정의한다.
{\displaystyle \mu =GM\ }
태양계의 몇몇 천체에서는 μ의 값이 G나 M의 값보다 더 정확하게 알려져 있다. 표준 중력 변수의 국제단위계 단위는 m3 s−2이다.

## 중심체를 돌고 있는 작은 물체
궤도의 중심체는 그 천체의 질량 M이 궤도를 도는 천체의 질량 m보다 훨씬 큰 천체(M ≫ m)로써 정의될 수 있다. 이 근사치는 태양을 도는 행성이나 대부분의 위성에 대한 방정식을 크게 단순화시키고, 현재 표준으로 사용되고 있다. 만유인력의 법칙에 기초하여 물체 간 거리를 r로 두면, 작은 물체에 가해지는 힘은 다음과 같다.
{\displaystyle F={\frac {GMm}{r^{2}}}={\frac {\mu m}{r^{2}}}}
따라서 G와 M의 값은 작은 물체의 움직임을 예측하는 데 필요하다. 하지만 역으로 작은 천체의 궤도를 측정할 때는 G와 M이 분리되지 않고 바로 μ를 사용할 수 있다. 중력 상수인 G는 높은 정밀도로 측정하기 어렵지만, 적어도 태양계 천체의 궤도는 매우 정밀히 측정 가능하며 μ의 값을 정밀하게 결정하는 데 사용 가능하다.
중심체에 대하여 원 궤도를 돌고 있는 물체의 경우는 다음과 같다.
{\displaystyle \mu =rv^{2}=r^{3}\omega ^{2}=4\pi ^{2}r^{3}/T^{2}\ }
r은 궤도 반지름이고, v는 공전 속도, ω는 각속도이며, T는 공전 주기이다.
이는 타원 궤도를 고려하여 일반화될 수 있다.
{\displaystyle \mu =4\pi ^{2}a^{3}/T^{2}\ }
a는 궤도 긴반지름이고, 이는 케플러의 제3법칙에 해당된다.
포물선에서는 rv2는 상수이며, 2μ와 같다. 타원 또는 쌍곡선 궤도의 경우 μ = 2a|ε|가 되며, ε는 고유 궤도 에너지를 의미한다.

## 서로를 도는 두 천체
두 천체가 큰 천체와 작은 천체로 정의되면 안 되는 경우(이체 문제), 다음과 같이 정의된다.
- 벡터 r은 한 천체에서 다른 천체까지의 거리이다.
- r, v, 타원 궤도의 경우 a는 위에 따라 정의된다(따라서 r은 거리를 예기한다.).
- μ = Gm1 + Gm2 = μ1 + μ2, 여기서 m1과 m2는 두 천체의 질량이다.

따라서,
- 원 궤도의 경우, rv2 = r3ω2 = 4π2r3/T2 = μ
- 타원 궤도의 경우, 4π2a3/T2 = μ (a는 AU, T는 초 단위, M이 태양과의 상대적인 전체 질량이라고 한다면, a3/T2 = M이 된다.)
- 포물선 궤도의 경우, rv2는 상수이고 2μ와 동일하다.
- 쌍곡선 궤도의 경우, μ는 고유 궤도 에너지의 절대값과 궤도 긴반지름을 2배 한 값을 곱한 값이다. 고유 궤도 에너지는 계의 총 에너지를 환산 질량으로 나눈 값으로 정의된다.

## 전문 용어 및 정확도
환산 질량 또한 μ로 표시된다.
지구의 중력 변수는 지심 중력 상수로 불리며, 값은 398 600.441 8±0.0008 km3 s−2이다. 따라서 불확실성은 1~500 000 000이고, 이는 G와 M을 각각 측정했을 때의 불확실성(각각 1~7000)보다는 매우 적다.
태양의 중력 변수는 태양 중력 상수 또는 태양의 지오퍼텐셜로 불리며, 1.327 124 400 18×1020m3 s−2와 같다.